# ناحیه فیلد، شهرستان سنت لوئیس، مینه سوتا
ناحیه فیلد (به انگلیسی: Field Township) یک منطقهٔ مسکونی در ایالات متحده آمریکا است که در شهرستان سنت لوئیس، مینه‌سوتا واقع شده است. ناحیه فیلد ۱۴۰٫۵ کیلومتر مربع مساحت و ۳۹۱ نفر جمعیت دارد و ۳۹۸ متر بالاتر از سطح دریا واقع شده است.